# Élections législatives togolaises de 1952
Les élections législatives togolaises de 1952 se déroulent le 30 mars 1952 afin de pourvoir les 30 membres de l'Assemblée territoriale du Togo français, alors territoire associé de l'Union française couvrant le territoire de l'actuel Togo. Bien que le scrutin ait pour la première fois lieu dans le cadre d'un collège électoral unique, ce dernier reste toujours restreint à une partie de la population. 

## Résultats
|                           |                                                   |        |       |        |               |  |  |  |  |  |  |  |  |  |
| Parti                     | Parti                                             | Votes  | %     | Sièges | +/–           |  |  |  |  |  |  |  |  |  |
|                           | Union des Chefs et des Populations du Nord (UCPN) | 20 316 | 48,99 | 15     | 3             |  |  |  |  |  |  |  |  |  |
|                           | Comité de l'unité togolaise - Juvento (CUT)       | 10 650 | 25,68 | 9      | 8             |  |  |  |  |  |  |  |  |  |
|                           | Parti togolais du progrès (PTP)                   | 10 505 | 25,33 | 6      | 5             |  |  |  |  |  |  |  |  |  |
|                           |                                                   |        |       |        |               |  |  |  |  |  |  |  |  |  |
| Votes valides             | Votes valides                                     | 41 471 | 98,97 |        |               |  |  |  |  |  |  |  |  |  |
| Votes blancs et invalides | Votes blancs et invalides                         | 433    | 1,03  |        |               |  |  |  |  |  |  |  |  |  |
| Total                     | Total                                             | 41 904 | 100   | 30     | en stagnation |  |  |  |  |  |  |  |  |  |
| Abstention                | Abstention                                        | 9 011  | 17,70 |        |               |  |  |  |  |  |  |  |  |  |
| Inscrits/Participation    | Inscrits/Participation                            | 50 915 | 82,30 |        |               |  |  |  |  |  |  |  |  |  |